# Ligne économique de Balatonfenyves
La Ligne économique de Balatonfenyves ou ligne 39 est une ligne de chemin de fer de Hongrie. Elle dessert la région autour de Balatonfenyves.